# Saint-Julien-Chapteuil
Pour les articles homonymes, voir Saint-Julien.
Saint-Julien-Chapteuil est une commune française située dans le département de la Haute-Loire en région Auvergne-Rhône-Alpes.
Elle est le lieu de naissance de Jules Romains.

## Géographie

### Localisation
La commune de Saint-Julien-Chapteuil se trouve dans le département de la Haute-Loire, en région Auvergne-Rhône-Alpes.
La commune, traversée par le 45e parallèle nord, est de ce fait située à égale distance du pôle Nord et de l'équateur terrestre (environ 5 000 km).
Elle se situe à 17 km par la route du Puy-en-Velay, préfecture du département.
Les communes les plus proches sont : 
Saint-Pierre-Eynac (2,5 km), Saint-Hostien (4,3 km), Queyrières (5,1 km), Montusclat (5,5 km), Lantriac (5,9 km), Saint-Étienne-Lardeyrol (6,2 km), Le Pertuis (6,8 km), Blavozy (7,0 km).
La commune bénéficie d'un climat tempéré, chaud.
| Saint-Pierre-Eynac    |                         | Queyrières             |
| Saint-Germain-Laprade | Saint-Julien- Chapteuil | Champclause            |
| Lantriac              | Laussonne               | Montusclat Saint-Front |

### Climat
Pour des articles plus généraux, voir Climat d'Auvergne-Rhône-Alpes et Climat de la Haute-Loire.
En 2010, le climat de la commune est de type climat des marges montargnardes, selon une étude du Centre national de la recherche scientifique s'appuyant sur une série de données couvrant la période 1971-2000. En 2020, Météo-France publie une typologie des climats de la France métropolitaine dans laquelle la commune est exposée à un climat de montagne ou de marges de montagne et est dans la région climatique Sud-est du Massif Central, caractérisée par une pluviométrie annuelle de 1 000 à 1 500 mm, minimale en été, maximale en automne.
Pour la période 1971-2000, la température annuelle moyenne est de 8,7 °C, avec une amplitude thermique annuelle de 16,1 °C. Le cumul annuel moyen de précipitations est de 985 mm, avec 8,9 jours de précipitations en janvier et 6,6 jours en juillet. Pour la période 1991-2020, la température moyenne annuelle observée sur la station météorologique de Météo-France la plus proche, « Le Pertuis_sapc », sur la commune du Pertuis à 7 km à vol d'oiseau, est de 8,7 °C et le cumul annuel moyen de précipitations est de 918,7 mm,. Pour l'avenir, les paramètres climatiques de la commune estimés pour 2050 selon différents scénarios d'émission de gaz à effet de serre sont consultables sur un site dédié publié par Météo-France en novembre 2022.

### Géologie et relief

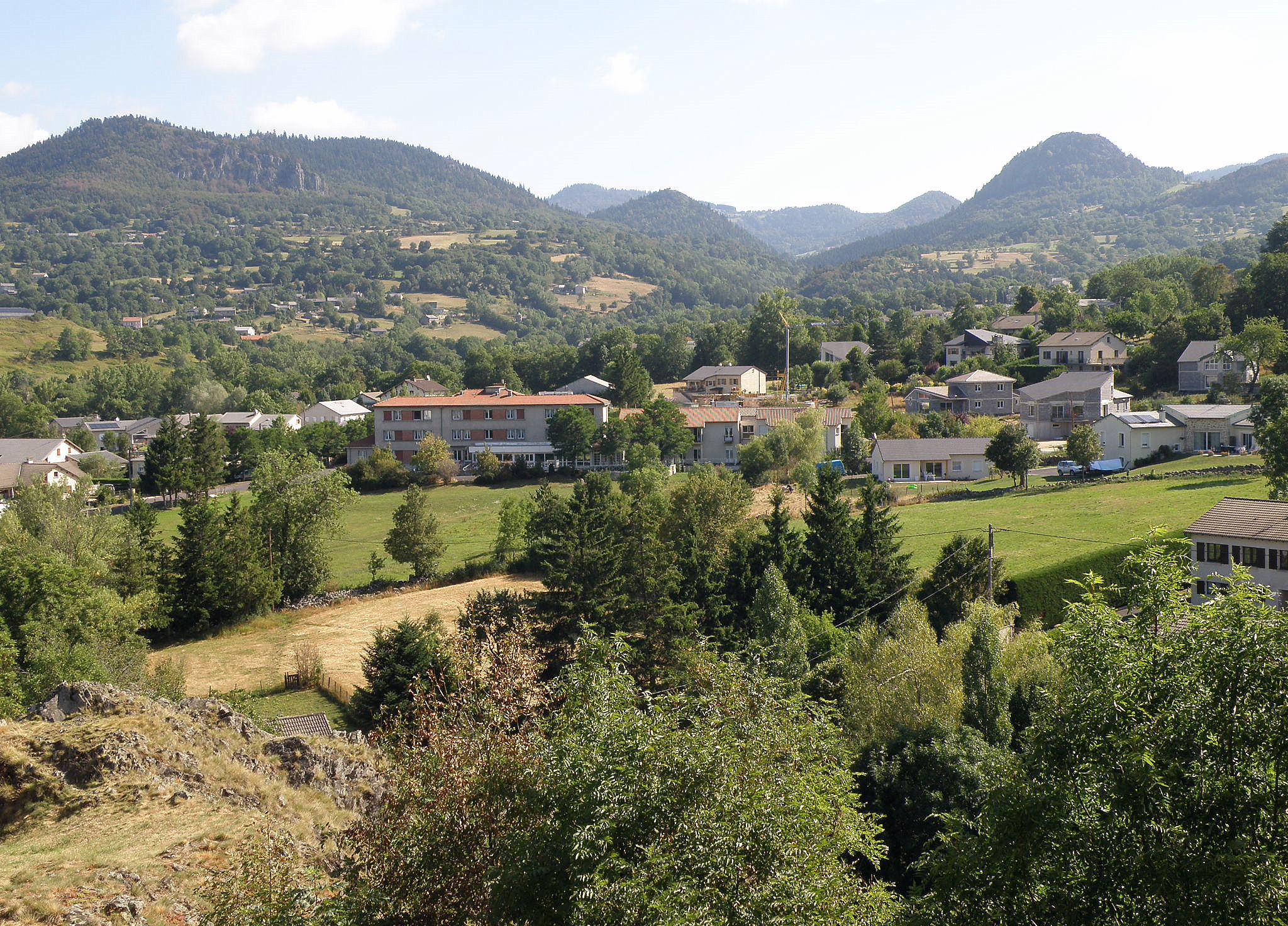
Les sucs du Meygal à Saint-Julien-Chapteuil.

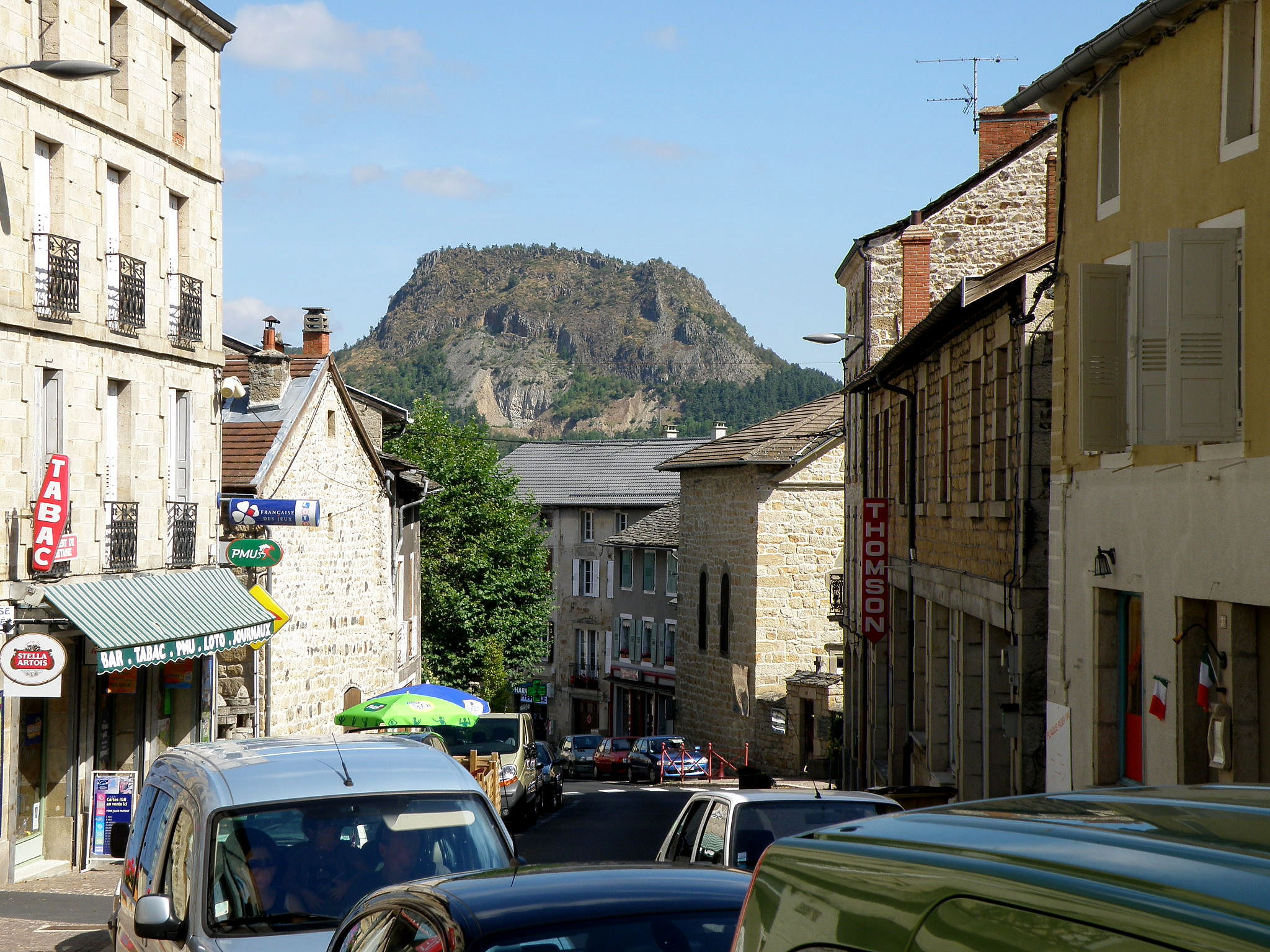
Rue principale du bourg de Saint-Julien, avec le suc de Monac à l'arrière-plan.

C’est une commune de moyenne montagne (1 090 m d'altitude moyenne), sur le territoire de laquelle se dressent plusieurs sucs dépassant les 1 000 mètres et faisant partie du massif du Meygal :
-	au nord : le mont Chanis (alt. 1 231 m), le mont Rouge (1 159 m), le Peyre de Bard (1 200 m), le suc de la Faye (1 106 m) ;

-	à l’est : le Mounier (1 407 m, point culminant de la commune), dont les flancs nord, ouest et sud appartiennent à la commune ;

-	au sud : la Tortue (1 327 m) et le Montcharret (1 199 m), dont les flancs nord se situent dans la commune ;

-	au centre, à 1 km environ du bourg de Saint-Julien, s’élève le suc de Chapteuil (1 031 m), remarquable par ses orgues basaltiques, et porteur d’une tour ruinée.
Le suc de Monac, même s’il semble indissociablement lié, visuellement et picturalement, au bourg de Saint-Julien, est sis en réalité dans la commune voisine de Saint-Pierre-Eynac.

## Urbanisme

### Typologie
Au 1er janvier 2024, Saint-Julien-Chapteuil est catégorisée commune rurale à habitat dispersé, selon la nouvelle grille communale de densité à sept niveaux définie par l'Insee en 2022.
Elle est située hors unité urbaine. Par ailleurs la commune fait partie de l'aire d'attraction du Puy-en-Velay, dont elle est une commune de la couronne,. Cette aire, qui regroupe 59 communes, est catégorisée dans les aires de 50 000 à moins de 200 000 habitants,.

### Occupation des sols
L'occupation des sols de la commune, telle qu'elle ressort de la base de données européenne d’occupation biophysique des sols Corine Land Cover (CLC), est marquée par l'importance des territoires agricoles (56,5 % en 2018), une proportion sensiblement équivalente à celle de 1990 (57,1 %). La répartition détaillée en 2018 est la suivante : 
prairies (41,8 %), forêts (39,4 %), zones agricoles hétérogènes (14,7 %), zones urbanisées (3,6 %), espaces ouverts, sans ou avec peu de végétation (0,5 %). L'évolution de l’occupation des sols de la commune et de ses infrastructures peut être observée sur les différentes représentations cartographiques du territoire : la carte de Cassini (XVIIIe siècle), la carte d'état-major (1820-1866) et les cartes ou photos aériennes de l'IGN pour la période actuelle (1950 à aujourd'hui).

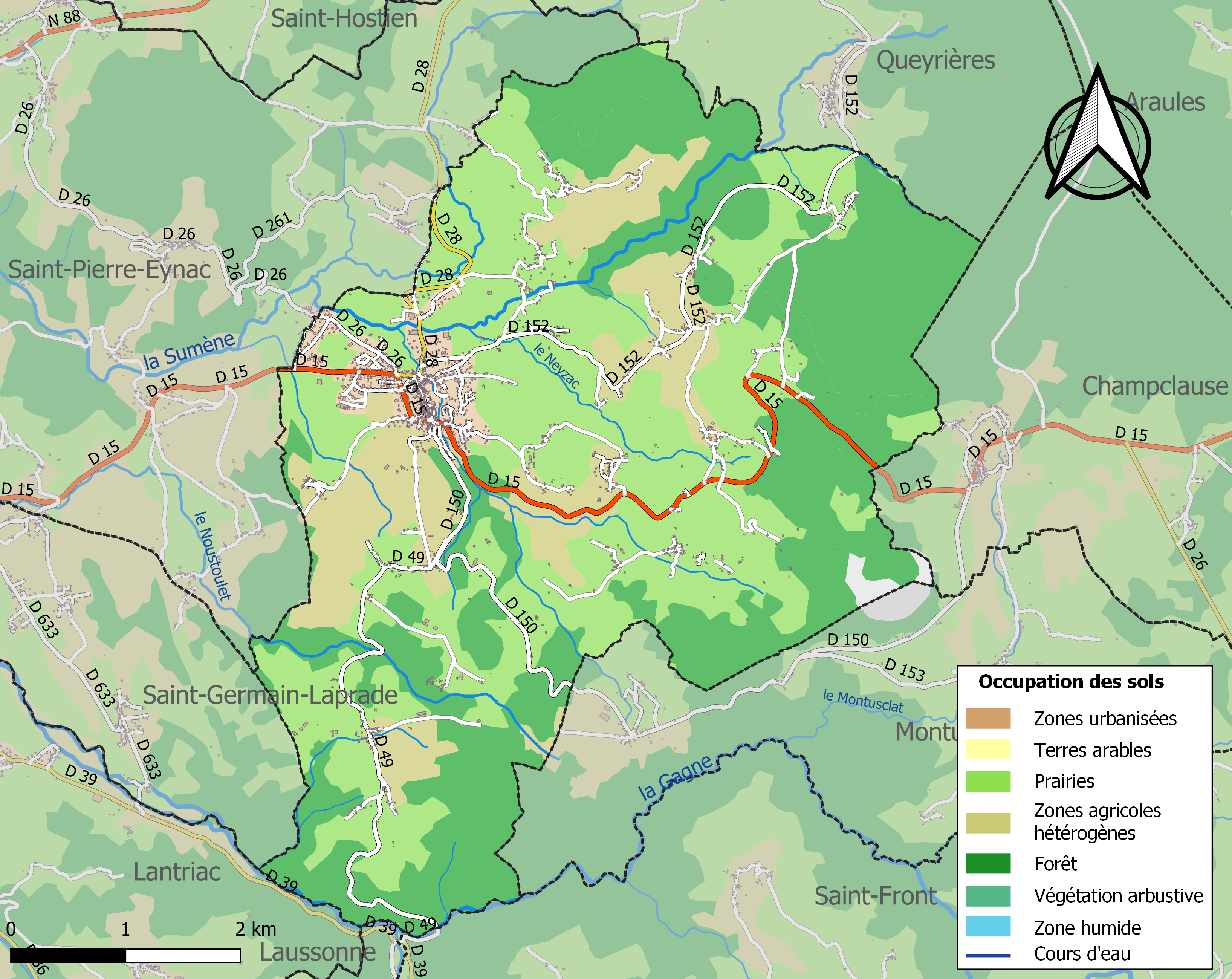
Carte des infrastructures et de l'occupation des sols de la commune en 2018 (CLC).

### Habitat et logement
En 2018, le nombre total de logements dans la commune était de 1 342, alors qu'il était de 1 277 en 2013 et de 1 226 en 2008.
Parmi ces logements, 65,8 % étaient des résidences principales, 20,2 % des résidences secondaires et 13,9 % des logements vacants. Ces logements étaient pour 83,7 % d'entre eux des maisons individuelles et pour 16,1 % des appartements.
Le tableau ci-dessous présente la typologie des logements à Saint-Julien-Chapteuil en 2018 en comparaison avec celle de la Haute-Loire et de la France entière. Une caractéristique marquante du parc de logements est ainsi une proportion de résidences secondaires et logements occasionnels (20,2 %) supérieure à celle du département (16,1 %) et à celle de la France entière (9,7 %). Concernant le statut d'occupation de ces logements, 68,8 % des habitants de la commune sont propriétaires de leur logement (67,7 % en 2013), contre 70 % pour la Haute-Loire et 57,5 pour la France entière.
| Typologie                                               | Saint-Julien-Chapteuil | Haute-Loire | France entière |
| ------------------------------------------------------- | ---------------------- | ----------- | -------------- |
| Résidences principales (en %)                           | 65,8                   | 71,5        | 82,1           |
| Résidences secondaires et logements occasionnels (en %) | 20,2                   | 16,1        | 9,7            |
| Logements vacants (en %)                                | 13,9                   | 12,4        | 8,2            |

## Toponymie
Anciennes mentions : Domus S. Juliani (1220), Ecclesia S. Juliani de Captolio (1223), S. Julianus de Capitolio (1281), Chapteuls (1381), Pedatgium S. Juliani prope Captolium (1385), S. Julianus de Captholio (1390), Sainct-Julhen (1507), Sainct-Jollie de Chapteulh (1534), Sainct-Julhen de Chapteulh en Vellay (1544), Mont-Mégal (1793).
Selon Ernest Nègre, le toponyme Saint-Julien-de-Chapteuil provient de saint Julien de Brioude et de l'occitan capdòlh, signifiant la maison principale d'un domaine ou un donjon.
Sant Julian e Chaptuelh en auvergnat.

## Histoire

### Préhistoire et Antiquité
Si aucune trace d'occupation préhistorique n'a été trouvée sur le territoire de l'actuelle commune, 
Chapteuil semble avoir été dans l’antiquité la capitale d'une tribu Ligure ayant migré pour s'établir là[réf. obsolète]. Trois éléments portent à le supposer : Chapteuil est dérivé de Capitolium, mot par lequel les Ligures désignaient leurs sièges administratifs et religieux[réf. à confirmer]; les seigneurs de Chapteuil portaient le titre de comtor du Velay (mais il est difficile de faire un lien entre une désignation médiévale et des faits remontant à la plus haute antiquité); des ateliers monétaires étaient autrefois établis au lieu-dit  Monedeyres (dans l’actuelle commune de Queyrières), c’est-à-dire à peu de distance du Capitole ligure.
La tribu Celte Vellave qui s'impose ensuite fixe sa  capitale à Ruessio (Saint-Paulien).

### Du Moyen Âge à la Révolution française
La localité de Saint-Julien se développe autour d’un prieuré fondé à la fin du XIe siècle par des moines bénédictins, que les seigneurs de Chapteuil avaient fait venir de la Chaise-Dieu.
En 950, le Velay (Pagus vellaicus) est divisé en dix vigueries (chacune administrée par un viguier, lieutenant du comte, chargé de la levée de l'impôt), dont celle de Chapteuil (Vicaria  Capitolio ou Vicaria Castro Capitoliensis), à laquelle sont rattachées en 1016 Les Engouyoux (commune de Laussonne), Neyzac  (commune de Saint-Julien-Chapteuil), Le Ponteil, (commune de Saint-Pierre-Eynac).
L'église Saint-Julien, bâtie au XIIe siècle, appartenait à l'archiprêtre de Monistrol, lui-même soumis au diocèse du Puy. Le château des seigneurs de Chapteuil est peut-être bâti à la même époque, sur un neck. Il n'en reste aujourd'hui que quelques ruines.
Il existe une interrogation sur l'origine du nom de Pons de Chapteuil, troubadour auvergnat et seigneur de Vertaizon (Floruit 1190-1237), laissant supposer un lien avec Chapteuil, ancien nom de la municipalité actuelle.
Du point de vue judiciaire, le bailliage du Velay, institué vers l'année 1278 et dont Saint-Julien fait partie, ressortit au sénéchal de Beaucaire.
En 1733, Jean Pierre de Surrel (1686-1756) fait l'acquisition du fief, qui reste en possession de la famille de Surrel de Saint-Julien jusqu'à la Révolution.

### De la Révolution française à aujourd'hui
La commune est créée en 1790 par la fusion des bourgs de Saint-Julien et Chapteuil, et porte quelque temps le nom de Mont-Mégal.
L'Assemblée nationale, lors de sa séance du 2 janvier 1790, décrète la constitution du département du Velay (auquel une autre délibération législative le 16 février donne le nom de département de la Haute-Loire), divisé en trois districts et trente-deux cantons, dont dans le district du Puy et le canton de Saint-Julien-Chapteuil avec 6 municipalités : Lantriac, Montusclat, Saint-Étienne- Lardeyrol, Saint-Hostien, Saint-Julien-Chapteuil, Saint-Pierre-Eynac. Deux communes sont ajoutées ultérieurement : Queyrières et Le Pertuis.
Des prêtres réfractaires sont cachés dans la grotte de Chaumard bas (alias Coirat).
Le 26 août 1885 naît sur la commune l'écrivain et philosophe Jules Romains.
Cent-deux jeunes gens de la municipalité sont tombés au champ d'honneur lors de la Première Guerre mondiale, et trois lors de la Seconde Guerre mondiale.
Le club de football « Olympic Saint-Julien-Chapteuil » est fondé en 1938.

## Politique et administration

### Découpage territorial
La commune de Saint-Julien-Chapteuil est membre de la communauté de communes Mézenc-Loire-Meygal, un établissement public de coopération intercommunale (EPCI) à fiscalité propre créé le 27 décembre 2016 dont le siège est à Saint-Julien-Chapteuil. Ce dernier est par ailleurs membre d'autres groupements intercommunaux.
Sur le plan administratif, elle est rattachée à l'arrondissement du Puy-en-Velay, au département de la Haute-Loire, en tant que circonscription administrative de l'État, et à la région Auvergne-Rhône-Alpes.
Sur le plan électoral, elle dépend du canton d'Emblavez-et-Meygal pour l'élection des conseillers départementaux, depuis le redécoupage cantonal de 2014 entré en vigueur en 2015, et de la première circonscription de la Haute-Loire   pour les élections législatives, depuis le redécoupage électoral de 1986.

### Tendances politiques et résultats
Aux élections européennes du 9 juin 2024, le parti au pouvoir n'arrive que 4ème, avec 11,63% (contre 17,45% en 2019),, derrière le Rassemblement national (27,99% contre 19,03% en 2019),, le Parti socialiste-Place publique (14,33% contre 4,59% en 2019),, François-Xavier Bellamy (11,96% contre 19,95% en 2019) et LFI (6,21% contre 5,25% en 2019),.

### Liste des maires
| Période                                  | Période                   | Identité        | Étiquette | Qualité                        |
| ---------------------------------------- | ------------------------- | --------------- | --------- | ------------------------------ |
| Les données manquantes sont à compléter. |                           |                 |           |                                |
| 1935                                     | 1944                      | Jean Barriol    |           |                                |
| 1944                                     | 1947                      | Gabriel Layes   |           |                                |
| 1947                                     | 1959                      | Louis Boyer     |           |                                |
| 1959                                     | 1971                      | Auguste Rouzier |           |                                |
| 1971                                     | 1989                      | Paul Reynaud    |           |                                |
| 1994                                     | 2008                      | André Raveyre   | DVG       | Conseiller général (1998-2011) |
| 2008                                     | En cours (au 26 mai 2020) | André Ferret    | DVG       |                                |

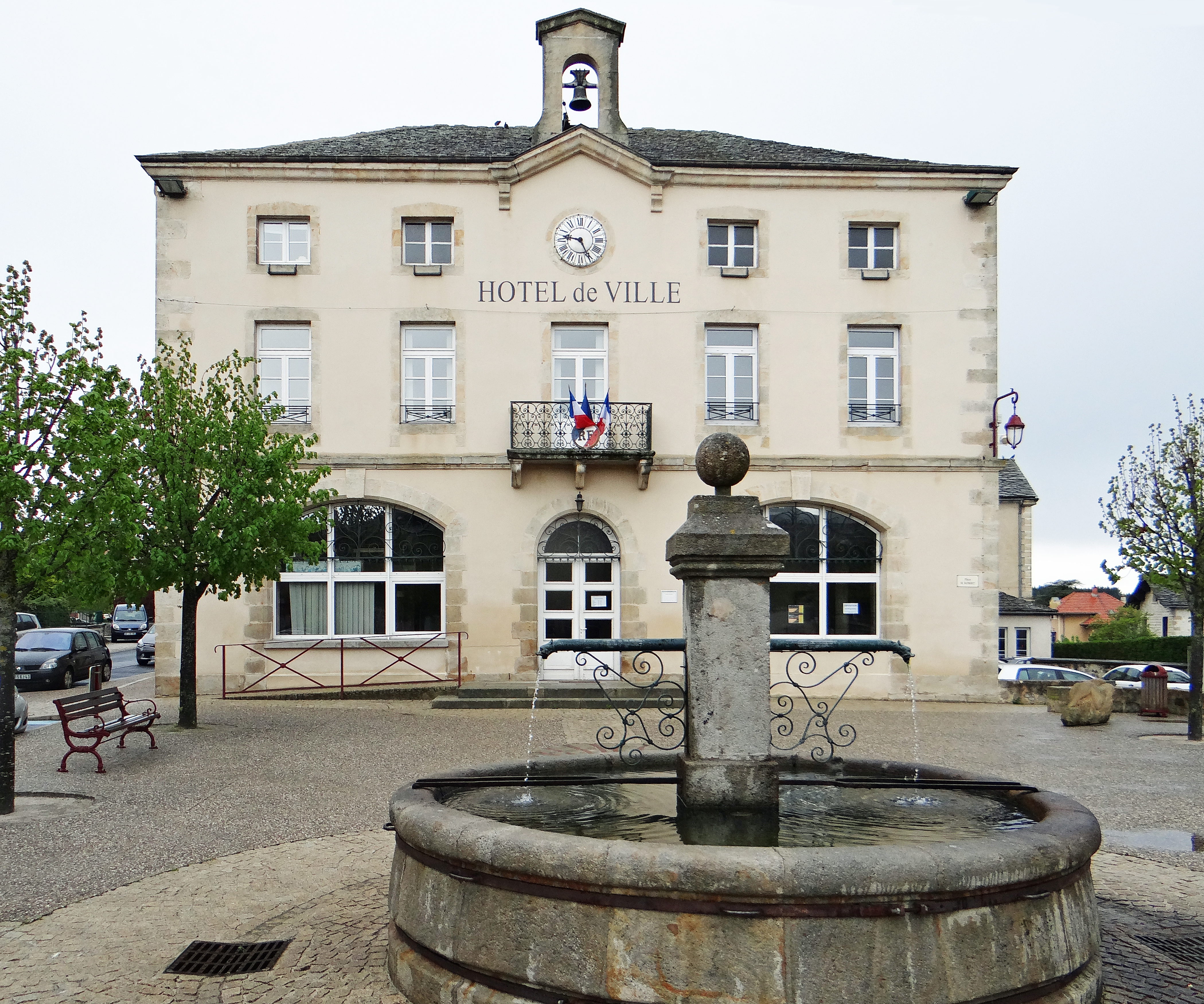
La mairie

La commune englobe, outre le gros bourg de Saint-Julien, les villages et hameaux suivants : Rocherols et Montchanis (tous deux situés au pied du mont Chanis), le Villaret, la Faye, Bourgeneuf, Bard, les Ardennes, Chaumard, Neyzac (Bas et Haut), les Couderts, Chapteuil (au pied du suc de Chapteuil, du latin capitolium), Bacelles, Peyrebrune, la Chapuze, Sumène, Auteyrac, Jalazou, le Betz, Chanalez, le Fraisse, les Chiers, Bellerut, les Vignettes, Saint-Marsal, les Gonnets et la Chapelette.

## Population et société

### Démographie

#### Évolution démographique
L'évolution du nombre d'habitants est connue à travers les recensements de la population effectués dans la commune depuis 1793. Pour les communes de moins de 10 000 habitants, une enquête de recensement portant sur toute la population est réalisée tous les cinq ans, les populations de référence des années intermédiaires étant quant à elles estimées par interpolation ou extrapolation. Pour la commune, le premier recensement exhaustif entrant dans le cadre du nouveau dispositif a été réalisé en 2004.

En 2022, la commune comptait 2 021 habitants, en évolution de +7,44 % par rapport à 2016 (Haute-Loire : +0,36 %, France hors Mayotte : +2,11 %).
| 1793  | 1800  | 1806  | 1821  | 1831  | 1836  | 1841  | 1846  | 1851  |
| ----- | ----- | ----- | ----- | ----- | ----- | ----- | ----- | ----- |
| 2 205 | 2 151 | 2 467 | 2 440 | 2 721 | 2 548 | 3 115 | 2 620 | 2 641 |

| 1856  | 1861  | 1866  | 1872  | 1876  | 1881  | 1886  | 1891  | 1896  |
| ----- | ----- | ----- | ----- | ----- | ----- | ----- | ----- | ----- |
| 2 646 | 2 878 | 2 802 | 3 144 | 3 305 | 3 219 | 3 298 | 3 168 | 3 316 |

| 1901  | 1906  | 1911  | 1921  | 1926  | 1931  | 1936  | 1946  | 1954  |
| ----- | ----- | ----- | ----- | ----- | ----- | ----- | ----- | ----- |
| 3 384 | 3 421 | 2 920 | 2 635 | 2 384 | 2 296 | 2 287 | 2 105 | 1 820 |

| 1962  | 1968  | 1975  | 1982  | 1990  | 1999  | 2004  | 2006  | 2009  |
| ----- | ----- | ----- | ----- | ----- | ----- | ----- | ----- | ----- |
| 1 762 | 1 646 | 1 499 | 1 569 | 1 664 | 1 804 | 1 886 | 1 877 | 1 867 |

| 2014  | 2019  | 2022  | - | - | - | - | - | - |
| ----- | ----- | ----- | - | - | - | - | - | - |
| 1 889 | 1 997 | 2 021 | - | - | - | - | - | - |

#### Pyramide des âges
La population de la commune est relativement âgée.
En 2018, le taux de personnes d'un âge inférieur à 30 ans s'élève à 30,5 %, soit en dessous de la moyenne départementale (31,0 %). À l'inverse, le taux de personnes d'âge supérieur à 60 ans est de 33,0 % la même année, alors qu'il est de 31,1 % au niveau départemental.
En 2018, la commune comptait 957 hommes pour 1 002 femmes, soit un taux de 51,15 % de femmes, légèrement supérieur au taux départemental (50,87 %).
Les pyramides des âges de la commune et du département s'établissent comme suit.
| Hommes | Classe d’âge | Femmes |
| ------ | ------------ | ------ |
| 1,5    | 90 ou +      | 2,0    |
| 9,2    | 75-89 ans    | 12,5   |
| 20,8   | 60-74 ans    | 20,0   |
| 20,4   | 45-59 ans    | 18,4   |
| 17,8   | 30-44 ans    | 16,4   |
| 13,8   | 15-29 ans    | 13,9   |
| 16,4   | 0-14 ans     | 16,8   |

| Hommes | Classe d’âge | Femmes |
| ------ | ------------ | ------ |
| 0,9    | 90 ou +      | 2,5    |
| 8,4    | 75-89 ans    | 11,7   |
| 20,4   | 60-74 ans    | 20,5   |
| 21,3   | 45-59 ans    | 20,3   |
| 16,8   | 30-44 ans    | 16,3   |
| 15,2   | 15-29 ans    | 13,2   |
| 17     | 0-14 ans     | 15,6   |

## Économie

### Revenus
En 2018, la commune compte 863 ménages fiscaux, regroupant 1 880 personnes. La médiane du revenu disponible par unité de consommation est de 21 360 € (20 800 € dans le département).

### Emploi
| Division       | 2008  | 2013  | 2018  |
| -------------- | ----- | ----- | ----- |
| Commune        | 4,4 % | 5,4 % | 5,2 % |
| Département    | 6,3 % | 7,7 % | 7,7 % |
| France entière | 8,3 % | 10 %  | 10 %  |

En 2018, la population âgée de 15 à 64 ans s'élève à 1 141 personnes, parmi lesquelles on compte 77,3 % d'actifs (72,2 % ayant un emploi et 5,2 % de chômeurs) et 22,7 % d'inactifs,. Depuis 2008, le taux de chômage communal (au sens du recensement) des 15-64 ans est inférieur à celui de la France et du département.
La commune fait partie de la couronne de l'aire d'attraction du Puy-en-Velay, du fait qu'au moins 15 % des actifs travaillent dans le pôle,. Elle compte 625 emplois en 2018, contre 651 en 2013 et 611 en 2008. Le nombre d'actifs ayant un emploi résidant dans la commune est de 832, soit un indicateur de concentration d'emploi de 75,2 % et un taux d'activité parmi les 15 ans ou plus de 54,5 %.
Sur ces 832 actifs de 15 ans ou plus ayant un emploi, 231 travaillent dans la commune, soit 28 % des habitants. Pour se rendre au travail, 88,3 % des habitants utilisent un véhicule personnel ou de fonction à quatre roues, 0,5 % les transports en commun, 6 % s'y rendent en deux-roues, à vélo ou à pied et 5,2 % n'ont pas besoin de transport (travail au domicile).

## Culture locale et patrimoine

### Lieux et monuments

#### Église Saint-Julien

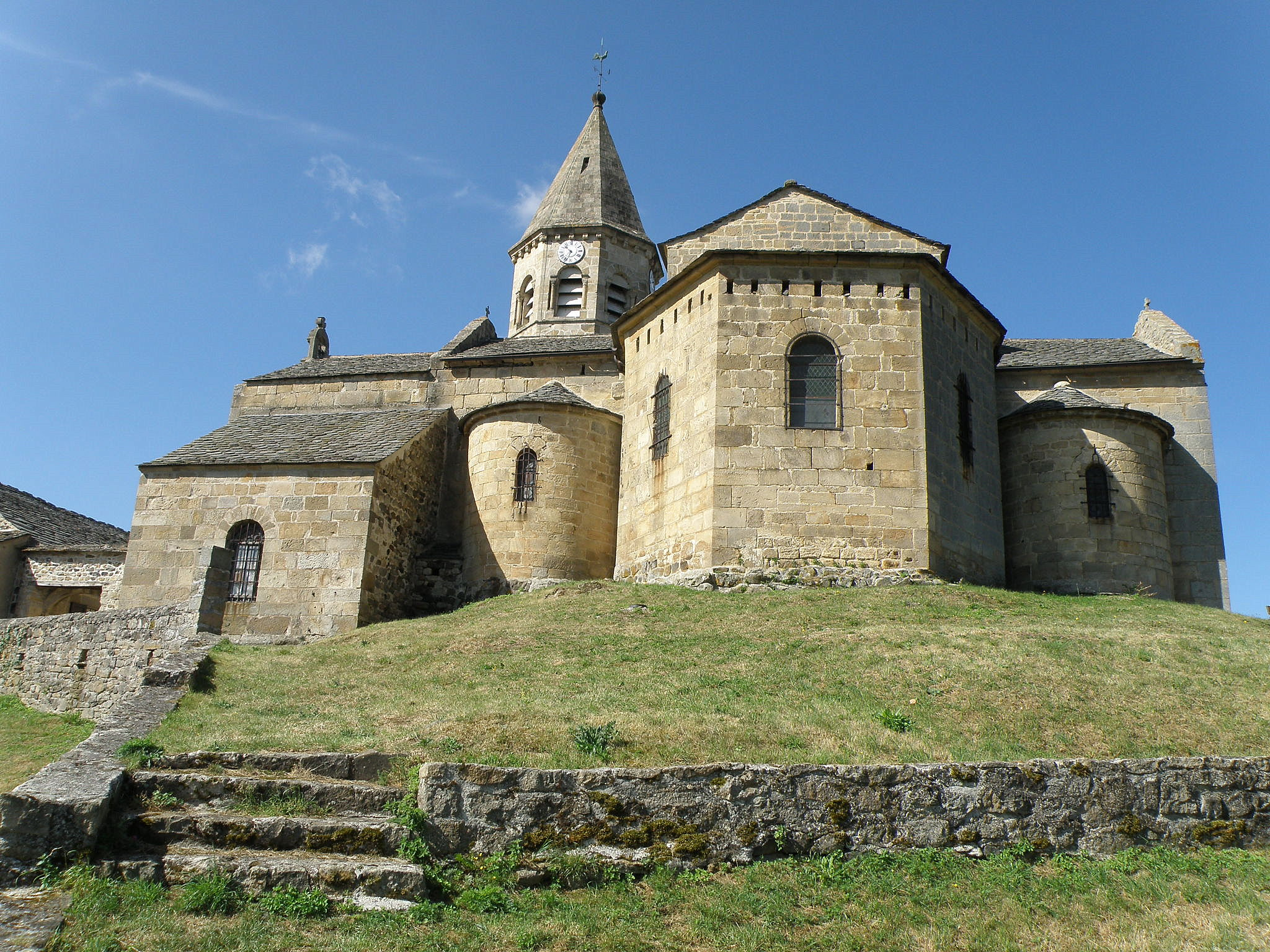
L'église Saint-Julien.

L'église Saint-Julien est située un peu en hauteur par rapport au bourg. Les débuts de la construction remontent au XIIe siècle. Elle est classée au titre des monuments historiques depuis 1907.

#### Chapelle Saint-Barthélemy de la Chapelette

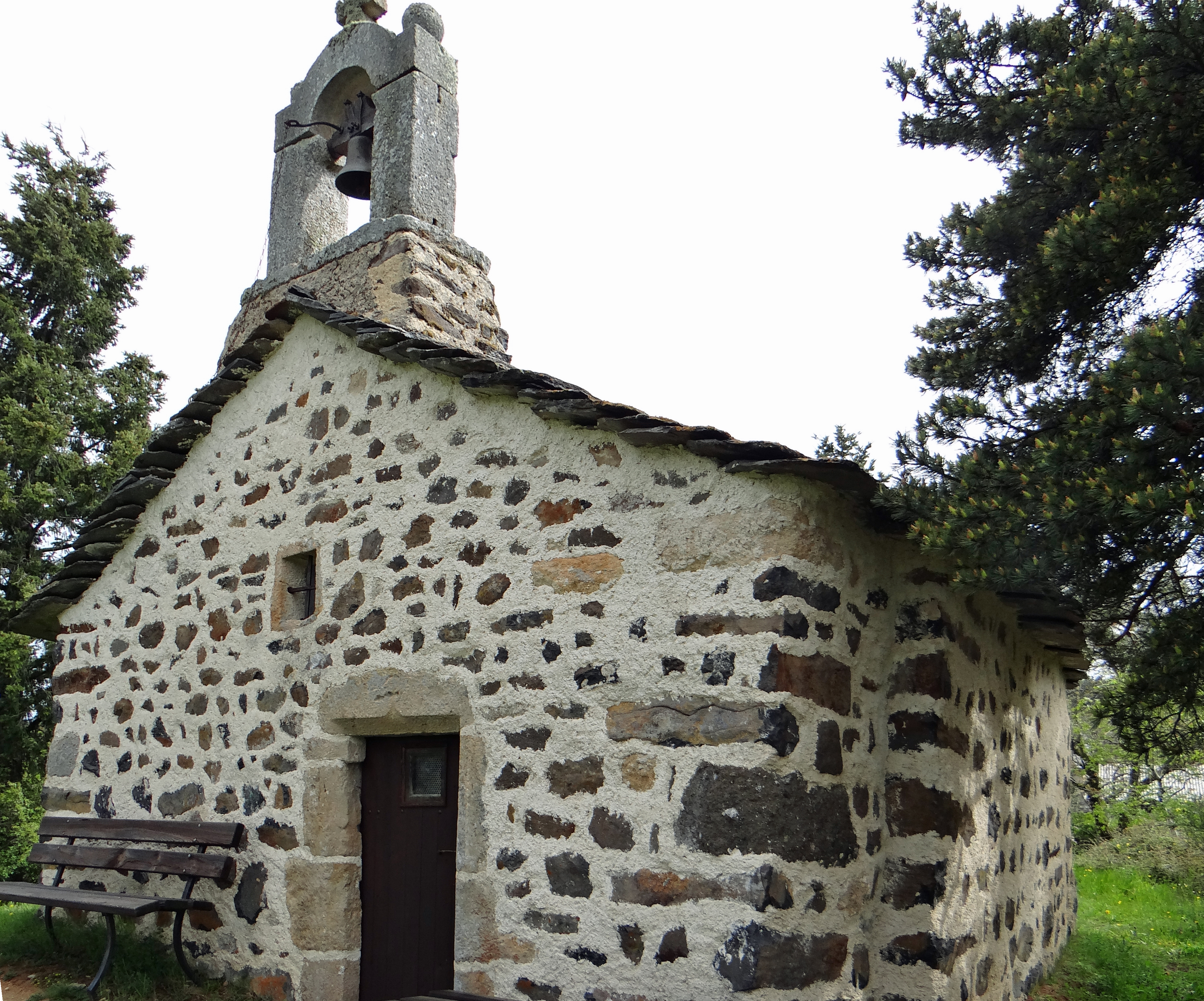
La chapelle Saint-Barthélemy de la Chapelette.

Le hameau de la Chapelette, dans l’extrême sud du territoire de la commune, abrite une chapelle dédiée à saint Barthélémy, dont la nef et l'abside actuelles semblent d’origine romane (XIe et XIIe siècles), mais dont la façade ouest et le clocher sont des reconstructions datant du XVIIe siècle. Bien qu’elle ait été mentionnée pour la première fois en 1210, des sarcophages mérovingiens trouvés à proximité suggèrent cependant qu’il s’agit d’un lieu de culte plus ancien encore. À l’intérieur, on note une statue naïve de saint Barthélémy portant, après avoir été écorché vif, sa propre dépouille. La chapelle est inscrite au titre des monuments historiques par arrêté du 7 mai 1982 ; propriété privée).

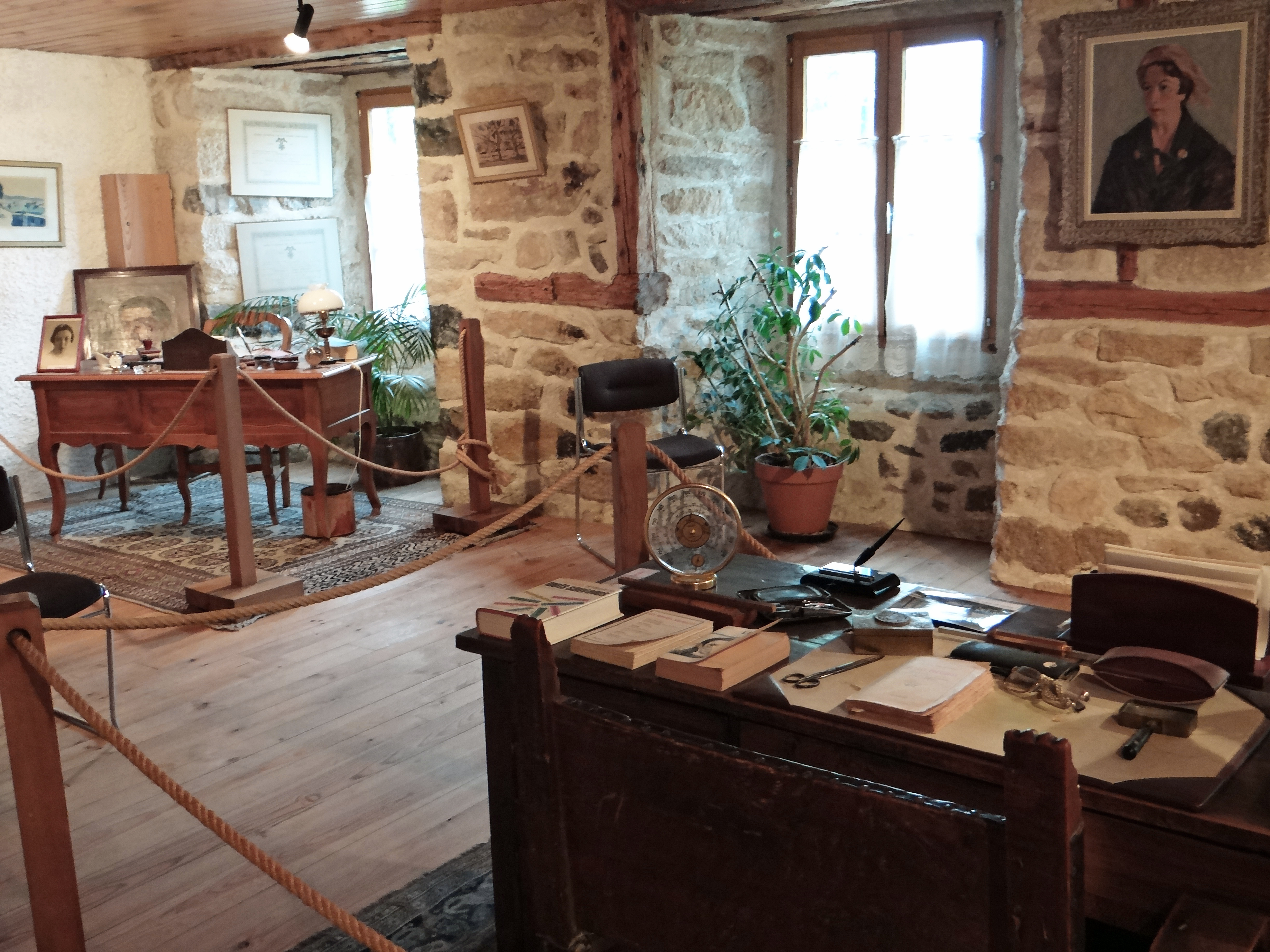
Musée Jules Romains

#### Musée Jules-Romains
L'office de tourisme abrite, au premier étage, un musée Jules-Romains où sont exposés des bureaux et des documents de l'écrivain.

#### Forêt domaniale du Meygal
La forêt domaniale qui couvre le massif du Meygal, qui se trouve à moins de 4 km à l'est du bourg, est un lieu propice aux randonnées. Seule une petite partie du massif, au sud-ouest, se situe sur le territoire de Saint-Julien-Chapteuil. Entre le mont Chabrier et le Testavoyre, sur la commune de Queyrières, le long d'une petite route, se trouve la maison des Copains, ancienne maison forestière parfaitement conservée, où se situe le joyeux banquet final du roman de Jules Romains Les Copains (1913). Jules Romains aimait à s'y rendre avec ses amis. Ceux qui veulent honorer la mémoire de cet auteur s'y retrouvent volontiers, depuis 1968, un dimanche proche du 26 août, anniversaire de sa naissance,.

### Personnalités liées à la commune
- Jules Romains, de son vrai nom Louis Henri Jean Farigoule (26 août 1885 à Saint-Julien-Chapteuil - 14 août 1972 à Paris), écrivain français. Il naît au hameau de la Chapuze, où ses parents viennent chaque année passer leurs vacances dans la ferme familiale. Plus tard, Jules Romains revient souvent à Saint-Julien avec sa première femme, Gabrielle Gaffé ; ils logent à l'Hôtel du Midi. C'est là qu'en 1923 il écrit Knock ou le Triomphe de la médecine[34].

### Héraldique
| Armes | Les armes de Saint-Julien-Chapteuil se blasonnent ainsi : D'azur au lion d'argent, armé et lampassé de gueules. |